# Mount Palombo
Mount Palombo ist ein 1030 m hoher Berg im westantarktischen Marie-Byrd-Land. In den Ford Ranges ragt er am nordöstlichen Ende der Mackay Mountains auf.
Wissenschaftler der United States Antarctic Service Expedition (1939–1941) entdeckten und kartierten ihn. Der United States Geological Survey kartierte ihn anhand eigener Vermessungen und Luftaufnahmen der United States Navy aus den Jahren von 1959 bis 1965. Das Advisory Committee on Antarctic Names benannte den Berg 1970 nach Leutnant Robert A. Palombo, Flugzeugkommandant während der Operation Deep Freeze des Jahres 1968.